# John Amery
John Amery (14. března 1912 Chelsea, Londýn, Anglie – 19. prosince 1945, vězení Wandsworth, Londýn) byl britský fašistický a nacistický kolaborant během druhé světové války. Byl jedním z organizátorů britských Waffen-SS, dobrovolnické jednotky složené z bývalých válečných zajatců z britských dominií.
Amery také organizoval nábor do jednotek British Free Corps a také pracoval v propagandistickém vysílání pro Německo. Později poskytl přímou podporu Benitu Mussolinimu. Byl stíhán britskými soudy. Doznal se k osmi velezradám, za což byl odsouzen k smrti, sedm měsíců poté, co válka v Evropě skončila.

## Životopis
Narodil se v Chelsea v Londýně. John Amery byl starší ze dvou dětí britského státníka Leo Ameryho (1873–1955), člena parlamentu a pozdějšího ministra konzervativní vlády, jeho matka byla maďarská Židovka, která konvertovala k protestantismu; na základě židovské matrilineální tradice to znamenalo, že Ameryho otec byl židovského původu. Jeho mladší bratr Julián (1919–1996) se také stal poslancem a pracoval v konzervativní vládě.
Amery bylo obtížné dítě, které prošlo rukama řady soukromých učitelů. Stejně jako jeho otec byl poslán do Harrow, ale po roce školu opustil. Školou byl popsán jako „bezpochyby nejobtížnější chlapec, kterého jsme se kdy pokusili zvládnout“. Žil ve stínu svého otce a snažil se vydat vlastní cestou. Zkusil kariéru filmového producenta. Založil řadu nezávislých společností, z nichž všechny selhaly; tyto snahy ho rychle vedly k bankrotu.
Ve věku 21 let se Amery oženil s Unou Wingovou, bývalou prostitutkou, ale nikdy nebyl schopen zajistit dostatek příjmů a neustále žádal svého otce o peníze. Jako zapřisáhlý antikomunista přijal nacionalisticko-socialistické doktríny Německa s odůvodněním, že jsou jedinou alternativou k bolševismu. Poté, co byl nucen v roce 1936 vyhlásit bankrot, opustil trvale Británii a odešel do Francie. V Paříži se setkal s francouzským fašistickým vůdcem Jacquesem Doriotem, s nímž cestoval do Rakouska, Itálie a Německa, aby se přesvědčil o důsledcích fašismu v těchto zemích.
Amery řekl své rodině, že se připojil k nacionalistům Francisca Franca během španělské občanské války v roce 1936 a získal čestnou medaili, když sloužil jako zpravodajský důstojník u italských dobrovolnických sil. Ve skutečnosti pracoval pro Franca jako spojka mezi francouzskou ultrapravicovou skupinou Cagoulard a pašeráky zbraní. Po španělské válce se Amery usadil ve Francii.

## Druhá světová válka

### Okupace Francie
Po německé invazi do Francie v červnu 1940 zůstal Amery ve Francii. Dne 22. června bylo mezi Francií a Německem podepsáno druhé příměří v Compiègne. Amery bydlel na území patřící neutrální vládě Vichy vedené maršálem Philippem Pétainem. Vládu ve Vichy si velmi brzy znepřátelil, takže se několikrát pokusil Francii opustit, ale nebylo mu to dovoleno. Vedoucí německé komise pro příměří (German Armistice Commission) nabídl Amerymu možnost žít v Německu a pracovat na politické scéně, ale nedokázal dostat Ameryho z okupované Francie.
V září 1942 se podařilo Werneru Plackovi získat pro Ameryho francouzské cestovní povolení, které potřeboval, a v říjnu Plack a Amery odcestovali do Berlína a navštívili German English Committee (německo-anglický výbor). Amery navrhl, aby Němci zvážili vytvoření britské protibolševické legie. Adolfa Hitlera Amery zaujal a umožnil mu zůstat v Německu jako host. Během tohoto období Amery uskutečnil sérii pro-německých propagandistických rozhlasových vysílání a pokoušel se apelovat na britské občany aby se připojili k válce proti komunismu.

### British Free Corps
Záměr vytvořit britskou jednotku bojující proti komunistům na straně Německa se nesetkal s úspěchem až do setkání Ameryho s Jacquesem Doriotem během návštěvy Francie v lednu 1943. Doriot byl součástí LVF (Légion des Volontaires Français), což byly francouzské dobrovolnické jednotky bojující po boku Němců na východní frontě.
Amery znovu oživil svou představu o britské jednotce a měl za cíl rekrutovat 50 až 100 mužů pro propagandistické účely a tak vytvořit jádro mužů, s nimiž by přilákal další členy z řad britských válečných zajatců. Rovněž navrhoval, že taková jednotka by mohla poskytnout více rekrutů i pro ostatní vojenské jednotky složené z cizích státních příslušníků.
Původní návrh názvu jednotky byl British Legion of St George (Britská legie svatého Jiří). Ameryho první náborová cesta ho zavedla do zajateckého tábora Saint-Denis na předměstí Paříže. Amery oslovil 40 až 50 vězňů z různých zemí britského společenství a rozdal náborový materiál. Toto první úsilí o nábor bylo naprostým neúspěchem, ale Amery se nevzdával.
Nakonec se mu podařilo získat dva muže, z nichž pouze jeden, Kenneth Berry, se připojil k tomu, čemu se později říkalo "BFC" (British Free Corps). Ameryho náborová činnost skončila v říjnu 1943, kdy se Waffen SS rozhodlo, že jeho služby již nejsou potřeba, a jednotka byla oficiálně přejmenována na British Free Corps.

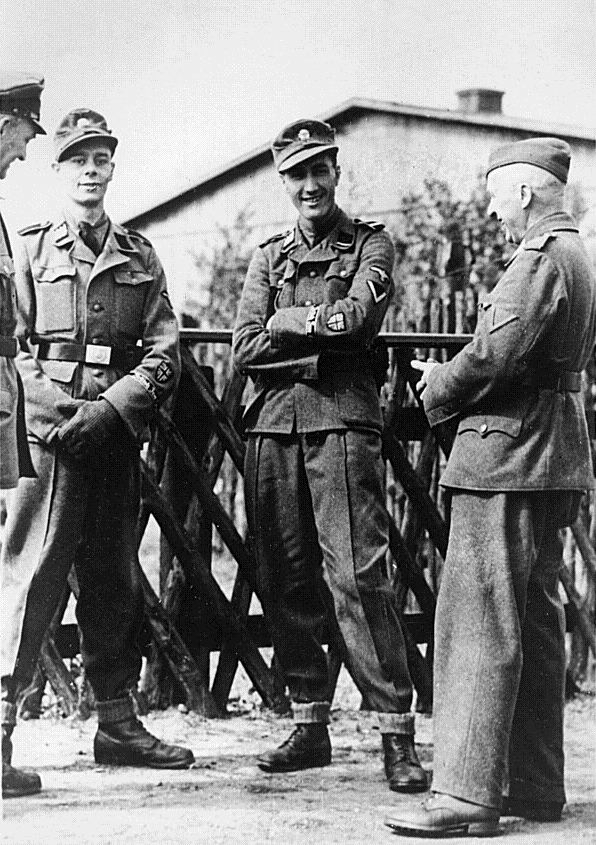
Dva členové britského British Free Corps, Kenneth Berry a Alfred Minchin s německými důstojníky, duben 1944

## Vězení
Amery pokračoval ve vysílání a psaní propagandistických textů v Berlíně až do konce roku 1944, kdy odcestoval do severní Itálie, aby poskytl podporu italskému diktátorovi Benito Mussolinimu a jeho Italské sociální republice. Dne 25. dubna 1945 byl Amery zajat spolu se svou francouzskou milenkou Michelle Thomasovou italskými partyzány z brigády "Garibaldi" poblíž města Como v Lombardii. Amery a Thomasová byli původně odsouzeni k smrti, ale oba byli nakonec posláni do Milána, kde byli předáni spojeneckým úřadům. Amery měl na sobě uniformu „legie Muti“, fašistické polovojenské organizace. Britský armádní důstojník, který ho vzal do vazby, byl kapitán Alan Whicker, pozdější prominentní britský hlasatel.

## Zatčení a poprava
Amery byl v Londýně souzen za velezradu. V předběžném slyšení tvrdil, že nikdy nezaútočil na Británii a byl pouze antikomunista, nikoli nacista. Ve stejné době se jeho bratr Julian pokusil dokázat, že John se stal španělským občanem, a proto podle práva nemohl spáchat zradu proti Spojenému království.
Jeho právní zástupce Gerald Osborne Slade se mezitím pokusil ukázat, že obviněný je duševně nemocný. Ameryho zdravý rozum zpochybňoval jeho vlastní otec Leo, ale veškeré úsilí o to, aby soud považoval jeho duševní stav za nenormální bylo neúspěšné. Další pokusy o jeho záchranu skončily hned v první den soudu, 28. listopadu 1945, kdy ke všeobecnému překvapení se Amery přiznal k osmi obviněním ze velezrady. Okamžitě byl odsouzen k smrti. Soud trval pouhých osm minut.
Než soudce Humphreys pronesl konečný verdikt, ujistil se, že si Amery uvědomuje, že jediným přípustným trestem bude smrt oběšením. Poté, co se soudce ujistil, že Amery plně chápe důsledky přiznání viny, oznámil tento verdikt:
Johne Amery... Jsem spokojený, že jste věděl co jste dělal, a že jste to dělal záměrně i poté, co jste dostal varování od... vašich krajanů, že cesta na kterou jste se vydal vede k velezradě. Nazývali vás zrádcem a vy jste to slyšel; ale navzdory tomu jste v tomto směru pokračoval. Nyní zde stojíte jako samozvaný zrádce svého krále a své země a ztratil jste právo na život.

Amery byl 19. prosince 1945 oběšen ve vězení ve Wandsworthu katem Albertem Pierrepointem – který ve své autobiografii popsal Ameryho jako „nejstatečnějšího člověka, kterého jsem kdy oběsil“ – a pohřbil ho na vězeňském hřbitově. Amery dokonce zavtipkoval, když byl veden k lešení: „Vždy jsem se s vámi chtěl setkat, pane Pierrepoint, i když ne samozřejmě za těchto okolností!“
V roce 1996 nechal Julian Amery ostatky svého bratra exhumovat, spálit a rozprášit jeho popel ve Francii.

## Odraz v kultuře
Příběhem Johna Ameryho a British Free Corps je volně inspirován 3. díl 7. série válečného krimiseriálu Foylova válka.